# Lijst van synagoges in Antwerpen (stad)
Deze lijst van Synagoges in Antwerpen geeft de belangrijkste synagoges van de Belgische stad Antwerpen en hun adres.
- Hoofdsynagoge van de Shomre Hadas, Romi Goldmuntz, Van den Nestlei 2, Antwerpen
- Hoofdsynagoge van de Machsike Hadass, Oostenstraat 43, Antwerpen
- Israëlitisch-Portugese Synagoge Beith Moshe, Hoveniersstraat 31, Antwerpen  (zie Bomaanslag in Antwerpen 1981)
- De Hollandse Synagoge (of Bouwmeestersynagoge) van de Shomre Hadas, Bouwmeestersstraat 7, Antwerpen
- Alexander Synagoge, Isabellalei 44, Antwerpen
- Belz (Centraal), Van Spangenstraat 6, Antwerpen
- Belz 2 (Ohel moshe), Lange Leemstraat 170A, Antwerpen
- Belz 3 (Beis Ahron), Lamorinierest. 116, Antwerpen
- Belz 4 (Beis Hillel), Brialmontlei 4, Antwerpen
- Beit Hakneset Hasafaradi Jotsei Geruzia, Isabellalei 14, Antwerpen
- Beth Jacob, Jacob Jacobsstraat 22, Antwerpen
- Beth Jitschok - Pshevorsk, Mercatorstraat 56, Antwerpen
- Beth Mordechai, Van Leriusstraat 54, Antwerpen
- Bobov, Lamorinièrestraat 66-68, Antwerpen
- Daas Sholem-Shotz, Plantin en Moretuslei 7, Antwerpen
- Eisenman, Oostenstraat 29, Antwerpen
- Gur, Antoon Van Dijckstraat 43, Antwerpen
- Heichal Aharon, Van Leriusstraat 38, Antwerpen
- Klausenburg, St. Vincentiusstraat, Antwerpen
- K'hal Chasidim, Lange Leemstraat 181, Antwerpen
- Chabad-Lubavitch, Brialmontlei 48, Antwerpen
- Mizrachi - Beth Hamedrash Rav Amiel, Isabellalei 65, Antwerpen
- Moryah, Terliststraat 35, Antwerpen
- Ohel Yaakov, Lamorinièrestraat 260, Antwerpen
- Or Shraga-Kolel, Jacob Jordaensstraat 106, Antwerpen
- Premishlan, Zurenborgstraat 20, Antwerpen
- Satmar, Charlottalei 22-24, Antwerpen
- Satmar, Jacob Jacobsstraat 6, Antwerpen
- Schmigred, Belgiëlei 79, 2018 Antwerpen
- Tshortkow, Van Leriusstraat 37, Antwerpen
- Wiznitz, Brialmontlei 18, Antwerpen
- Wiznitz 2, Jacob Jacobsstraat 35, Antwerpen
- Zichron Benjamin, Breughelstraat 38, Antwerpen